# Демків Станіслав Богданович
Станіслав Богданович Демків (нар. 10 травня 2000, Івано-Франківськ, Україна) — український футболіст, півзахисник «Прикарпаття».

## Життєпис
Народився в Івано-Франківську. Футболом розпочав займатися у ДЮСШ міста Жидачів. У 2012 році перебрався до «УФК-Карпати», перший тренер — Олег Колобіч. Сезон 2017/18 років провів в юнацькій команді «Вереса». На початку липня 2018 року перебрався до структури «Львова», де виступав за юнацьку та молодіжну команду. У футболці першої команди дебютував 30 жовтня 2019 року в програному (0:2) виїзному поєдинку кубку України проти «Миная». Станіслав вийшов на поле на 89-ій хвилині, замінивши Мартана. За два сезони у «Львові» виходив на поле в двох матчах кубку України, ще двічі потрапляв до заявки на матчі Прем'єр-ліги України, але на поле не виходив.
На початку липня 2021 року відправився в оренду на один сезон до «Вовчанська». У футболці городян дебютував 25 липня 2021 року в нічийному (1:1) домашньому поєдинку 1-го туру групи Б Другої ліги України проти запорізького «Металурга». Демків вийшов на поле в стартовому складі, а на 58-ій хвилині його замінив Андрія Савіцького. Першими голами в професійному футболі відзначився на 29-ій та 39-ій хвилинах переможного (4:1) домашнього поєдинку 3-го туру групи Б Другої ліги України проти одеського «Реал Фарми». Демків вийшов на поле в стартовому складі та відіграв увесь матч.